# Rémy Cointreau
Rémy Cointreau è un'azienda francese le cui attività principali riguardano la produzione e commercializzazione di cognac, liquori e champagne. Nel 1990 Rémy Martin si è fusa con Cointreau per creare il gruppo attuale.

## Storia
Rémy Cointreau è un gruppo francese nato nel 1990 dalla fusione di due aziende storiche: Rémy Martin, fondata nel 1724 e specializzata in cognac, e Cointreau, nota per il suo liquore all’arancia creato nel 1875. Il gruppo si è progressivamente ampliato attraverso acquisizioni strategiche, tra cui Mount Gay (rum, Barbados), Bruichladdich (whisky, Scozia) e Domaine des Hautes Glaces (whisky biologico, Francia).
Rémy Cointreau è quotata alla Borsa di Parigi ed è membro dell’indice SBF 120.
A partire dal 1° aprile 2025, il Gruppo Montenegro è diventato distributore esclusivo per l’Italia di dodici marchi del gruppo francese.
Il 25 giugno 2025 Franck Marilly è stato nominato CEO di Rémy Cointreau, succedendo a Éric Vallat. Marilly proviene da Shiseido (responsabile EMEA e divisione fragranze) e Chanel, ed è Commissario per il Commercio Estero.

## Suddivisione del business
Il business principale è dato dal cognac, seguito rispettivamente dal settore distillati & liquori e infine dallo champagne.

## Risultati finanziari
- Fatturato 2008: 817.8 milioni di euro
- Fatturato 2007: 785.9 milioni di euro
- Fatturato 2006: 780.6 milioni di euro
- Fatturato 2017: 1.127 milioni di euro[7]

## Marchi del gruppo
- Rémy Martin
- Cointreau
- Izarra
- Metaxa
- Passoã
- Piper-Heidsieck
- Charles Heidsieck
- Mount Gay
- Bruichladdich[8]